# Leonel Pontes
Leonel Pontes da Encarnação más conocido como "Leonel Pontes" (nacido el 9 de julio de 1972) es un entrenador de fútbol portugués. Actualmente dirige al Sporting CP.

## Carrera deportiva
Leonel  nacido en Funchal, que es la capital del archipiélago de Madeira, se formó como entrenador en el Sporting de Portugal en el que dirigió las bases del Sporting Club durante una década. 
Pontes fue el tutor de Cristiano Ronaldo cuando llevó a Alvalade en el año 2000. Se encargó de su educación entre los 12 y los 15 años, siempre muy en contacto con la madre del madeirense.
Más tarde, en la temporada 2004-2005 se convertiría en segundo entrenador de Paulo Bento, al que acompañó varias temporadas y en proyectos diferentes como su segundo de confianza. 
En la temporada 2005-2006, esta misma dupla se hizo cargo del primer equipo verdiblanco e, incluso, tras ser despedido Bento, Pontes se hizo cargo durante varios partidos del primer equipo.
Los caminos de Paulo Bento y Leonel  se volverían a cruzar en la Selección de fútbol de Portugal, donde volvió a estar como técnico asistente durante 2010 a 2014. Vivieron momentos importantes como la Eurocopa de 2012, en la que llegaron a las semifinales, donde cayeron ante España en los penaltis. También hubo situaciones peores, ya que en el Mundial de 2014 no pasaron de la fase de grupos. 
A partir de 2014, Leonel inició su trayectoria en solitario, primero como entrenador del Marítimo, con el que no acabó la temporada y, posteriormente, dirigió de forma efímera en otros países, como en Egipto (Ittehad), en Grecia (Panatolikos) y el Debrecen húngaro.
El 15 de julio de 2018, se confirma su fichaje por el Fútbol Club Jumilla de la  Segunda División B de España, para entrenar en el Grupo IV. Pese a realizar una muy buena primera vuelta, el club murciano no pudo salvar la categoría y descendió a Tercera División.
En verano de 2019, firma por el Sporting de Portugal para dirigir a su equipo sub-23 y con el arranca la temporada consiguiendo cinco victorias en cinco partidos.
En septiembre de 2019, tras la destitución del holandés Marcel Keizer al frente del primer equipo es nombrado entrenador del primer equipo del Sporting de Portugal.

## Trayectoria como entrenador
| Club                                        | País     | Año             |
| ------------------------------------------- | -------- | --------------- |
| Sporting de Portugal "B"                    | Portugal | 2002-2005       |
| Sporting de Portugal (Asistente)            | Portugal | 2005-2009       |
| Sporting de Portugal (Interino)             | Portugal | 2009-2010       |
| Selección de fútbol de Portugal (Asistente) | Portugal | 2010-2014       |
| Club Sport Marítimo                         | Portugal | 2014-2015       |
| Panetolikos F.C.                            | Grecia   | 2015-2016       |
| Al-Ittihad Al-Iskandary                     | Egipto   | 2015-2016       |
| Debreceni Vasutas Sport Club                | Hungría  | 2016-2017       |
| Fútbol Club Jumilla                         | España   | 2018-2019       |
| Sporting de Portugal                        | Portugal | 2019-Actualidad |